# Dan Boneh

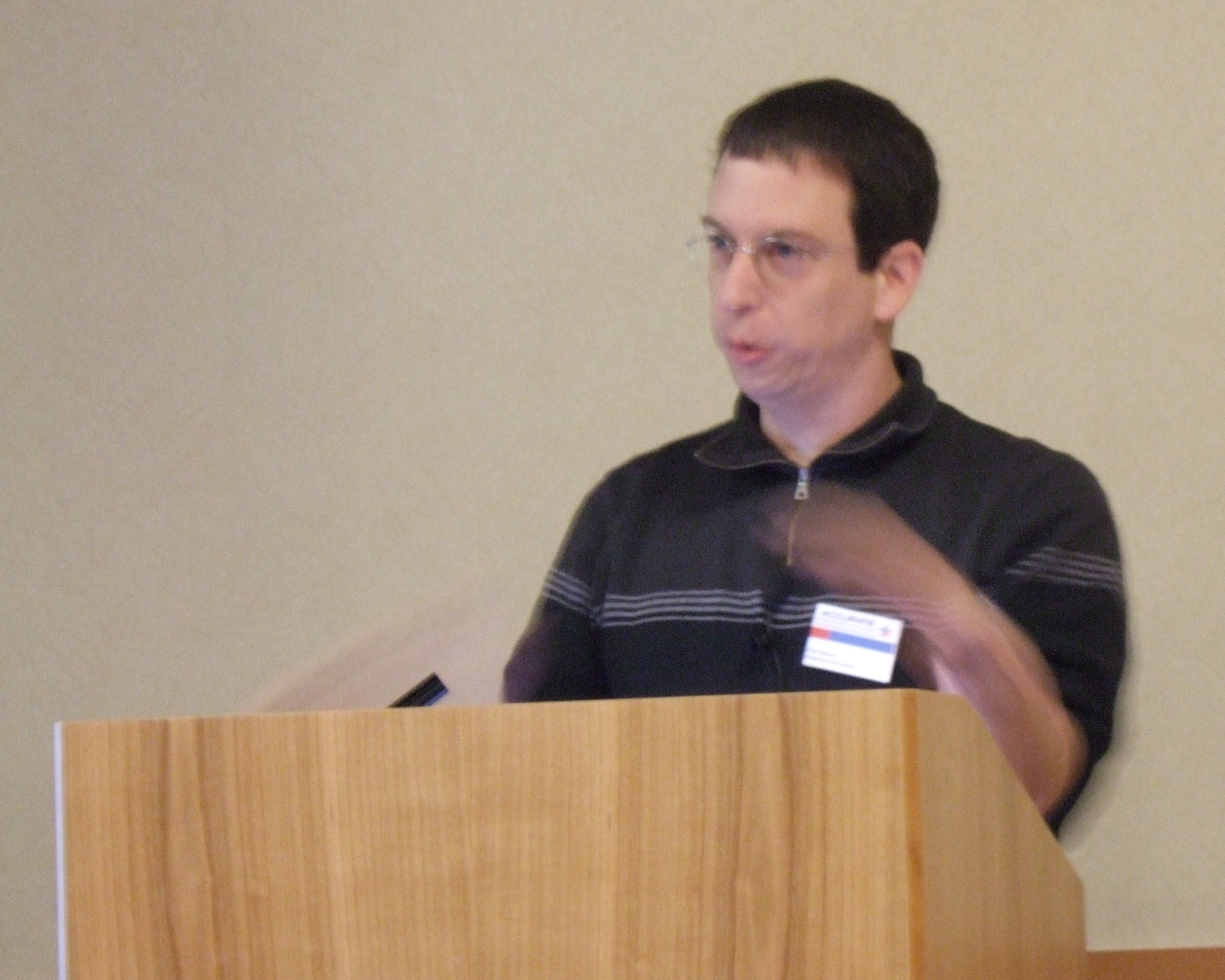
Dan Boneh 2007

Dan Boneh (* 1969 in Israel) ist ein israelisch-US-amerikanischer Informatiker und Kryptologe.
Boneh wurde 1996 an der Princeton University bei Richard J. Lipton promoviert (Studies in computational number theory with applications to cryptography). Er ist Professor an der Stanford University. Er leitete dort die Gruppe Angewandte Kryptographie.
Er arbeitet auf dem Gebiet der Kryptologie und Computer-Sicherheit und entwickelte neue Systeme für Internet-Sicherheit (tcpcrypt), PwdHash für Browser und kryptographische Wasserzeichen. Er befasste sich mit Kryptanalyse von Public-Key-Systemen wie RSA, mit dem Decisional-Diffie-Hellman-Problem und 1995 mit Kryptanalyse mit DNA-Computern (mit Lipton).
Mit Matthew K. Franklin entwickelte er 2001 identitätsbasierte Verschlüsselungsmechanismen basierend auf Weil-Paarung Elliptischer Kurven (Franklin-Boneh-Verfahren).
2003 veröffentlichte er mit David Brumley einen Timing-Attack auf OpenSSL und später auf andere Web-Applikationen.
2009 erhielt er den Gödel-Preis mit Franklin für Identity based encryption from the Weil pairing und 2014 erhielt er den ACM Infosys Award. Er war Packard und Sloan Research Fellow. Er ist Mitgründer von Voltage Security. 2016 wurde er in die National Academy of Engineering und zum Fellow der Association for Computing Machinery gewählt, 2023 zum Mitglied der National Academy of Sciences.
Zu seinen Doktoranden gehört Craig Gentry.